# Adolf Steimel
Adolf Steimel (* 12. Oktober 1907 in Berlin; † 12. August 1962 ebenda) war ein deutscher Musiker (Piano, Orgel, auch Celesta, Gitarre, Akkordeon), Arrangeur, Komponist und Orchesterleiter. Er war während des Zweiten Weltkriegs in der Swing- und Tanzmusik populär und betätigte sich in der Nachkriegszeit vor allem als Filmkomponist.

## Leben
Steimel arbeitete Mitte der 1930er Jahre für die Orchester von Billy Bartholomew und Michael Jary. 1939 gründete er als Studioorchester sein Organum-Tanzorchester, mit dem er bis 1944 für Odeon aufnahm (zunächst die „Foxtrot-Serie“ sowie ein Operetten-Potpourri von Ludwig Schmidseders Frauen im Metropol). Mit seinem Studioensemble entstanden Filmsongs wie „Bei dir war es immer so schön“ (aus der Musikkomödie Anita und der Teufel von 1941) oder den Foxtrott Sag mir du aus der Filmoperette Millionenhochzeit. In der NS-Zeit nahm Steimel vorwiegend populäre Schlager im Swing-Arrangement auf; dabei begleitete er Vokalisten wie Ilse Werner (Kleiner Hampelmann, Wir machen Musik), Sven Olof Sandberg (Bleib’ immer bei mir), Herbert Ernst Groh (Bin verliebt in zwei Augen), Rudi Dreyer (Mich hat noch nie ein Mädel angelacht), Horst Winter (Zwei in einer großen Stadt), Kary Barnet (Auf Wiederseh’n), Eva Busch (Die Männer sind schon die Liebe wert, auf Columbia Records), Rudi Schuricke (Briefe, die dich nie erreichten), Herta Berlo (Hm hm du bist so zauberhaft) und Gerda Schönfelder (Ganz leis’ erklingt Musik). Mit Ich lass meinen Peter nie allein und Zum Abschied reich’ ich dir die Hände (Odeon 31730, mit Kary Barnet) nahm sein Orchester am 6. März 1944 für Odeon die letzte Tanzmusikaufnahme vor Kriegsende auf.
Im Jahr 1940 spielten bei Steimel u. a. Willy Berking, Teddy Kleindin, Franz Fijal-Lipinsky, Werner Neumann und Harry van Dyk. In den 1930er- und 1940er-Jahren arbeitete er weiterhin als Pianist und Arrangeur in Berlin mit den Tanzorchestern von Hans Georg Schütz und Kurt Widmann. Steimel gehörte mit Georg Haentzschel und Horst Kudritzki zu den bekannten Arrangeuren, die in der NS-Zeit anspruchsvolle Swingarrangements von oftmals mittelmäßigen deutschen Melodien schufen, da die Verwendung amerikanischer Originaltitel verboten war. Das Orchester von Adolf Steimel galt (ähnlich wie die Formationen von Hans Rehmstedt und Benny de Weille) als hervorragendes Swing-orientiertes Tanzorchester mit ausgezeichneten Solisten.
Steimel stand 1944 in der Gottbegnadeten-Liste des Reichsministeriums für Volksaufklärung und Propaganda.
Mit seinem Orchester spielte Steimel eine der ersten Nachkriegsaufnahmen ein (Komm mit mir in’s Chambre Separee). Nach Kriegsende nahm er noch 1947 für Telefunken auf (Lang, lang ist's her). Im Bereich des Jazz war er zwischen 1939 und 1947 an 47 Aufnahmesessions beteiligt. Auch arrangierte er einige Titel für das Deutsche Tanz- und Unterhaltungsorchester.
In der Nachkriegszeit betätigte er sich vor allem als Filmkomponist. Mit Peter Igelhoff komponierte Steimel eine Reihe von Songs wie Wir Machen Musik, Ich hab dich, und du hast mich, Mein Herz hat heut’ Premiere (für Ilse Werner). Außerdem schrieb er Lieder wie Alo-Ahé (für Willy Schneider), Junger Mann aus gutem Hause (für Fritz Schulz-Reichel), Wann wirst du wieder bei mir sein und Die Männer sind schon die Liebe wert, ein Stück, das für den Film Der bewegte Mann (1994) rezipiert wurde.

## Diskographische Hinweise
- Der goldene Trichter – Historische Aufnahmen (EMI, Aufnahmen 1939/40)
- Adolf Steimel und sein Organum-Tanzorchester: Melodien in Dur und Moll (Telefunken, Aufnahmen 1939–1944), mit Rudi Schuricke, Rudi Dreyer, Heinz Müller, Kary Barnet, Ilse Werner

## Filmografie (Auswahl)
- 1942: Wir machen Musik (Regie: Helmut Käutner)
- 1943: Herr Sanders lebt gefährlich (Regie: Robert Adolf Stemmle)
- 1944/50: Verlobte Leute (Regie: Karl Anton)
- 1945: Meine Herren Söhne (Regie: Robert Adolf Stemmle)
- 1945/47: Der Millionär (Regie: Robert Adolf Stemmle)
- 1949: Tromba (Regie: Helmut Weiss)
- 1949: Einmaleins der Ehe (Regie: Rudolf Jugert)
- 1950: Kein Engel ist so rein (Regie: Helmut Weiss)
- 1950: Gute Nacht, Mary (Regie: Helmut Weiss)
- 1951: Die Dame in Schwarz (Regie: Erich Engels)

## Lexikalische Einträge
- Jürgen Wölfer: Jazz in Deutschland. Das Lexikon. Alle Musiker und Plattenfirmen von 1920 bis heute. Hannibal, Höfen 2008, ISBN 978-3-85445-274-4.